# Monastyr Dragomirna

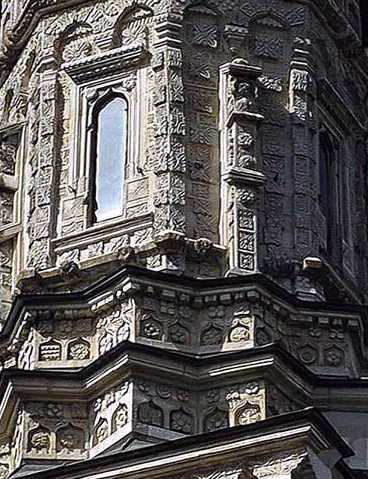
Ornamentyka wieży cerkwi Zesłania Ducha Świętego

Monastyr Dragomirna – obronny monastyr z cerkwią Zesłania Ducha Świętego znajdujący się we wsi Dragomirna, w północnej Rumunii, na Bukowinie, kilkanaście kilometrów na północ od Suczawy. 
Fundatorem monastyru był metropolita mołdawski Anastasie Crimca. W 1602 kazał zbudować tutaj niewielką cerkiew pod wezwaniem św. Eliasza i Jana Teologa (położoną na cmentarzu), w której później został pochowany. Kilka lat później, w latach 1607–1609, obok tej cerkiewki wzniósł monastyr z cerkwią pod wezwaniem Zesłania Ducha Świętego. Była to ostatnia z wielkich fundacji klasztornych zlokalizowanych na Bukowinie, która od połowy XVI w. zaczęła być spychana na margines życia kulturalnego Hospodarstwa Mołdawskiego z uwagi na przesunięcie się centrum politycznego z Suczawy do położonych bardziej na południu Jass. Przy monastyrze została uruchomiona początkowo prężnie działająca szkoła kaligrafii i iluminatorstwa, co było spowodowane zamiłowaniami samego fundatora, który w tych dziedzinach przejawiał wielkie zdolności (księgi przezeń ozdabiane znajdują się w klasztornym muzeum). 
W latach 1627–1635 hospodar mołdawski Miron Barnowski-Mohyła otoczył monastyr czworobokiem potężnych murów obronnych z narożnymi basztami oraz bramą wjazdową. Mury te jednak już wkrótce okazały się niewystarczające wobec ataku Kozaków pod dowództwem Tymoszki Chmielnickiego, który przybył na Mołdawię w celu obrony tronu hospodara Bazylego Lupu i przy tej okazji zdobył oraz złupił bogaty monastyr (wkrótce potem zginął podczas obrony Suczawy). Dalsze losy założenia także były burzliwe. W 1691 monastyr zdobyły wojska polskie. W 1758 został ponownie zdewastowany i ograbiony, tym razem przez Tatarów. Gdy w 1775 Bukowinę przyłączono do Austrii monastyr pozostał po mołdawskiej stronie granicy. Mimo to, podczas okupacji Mołdawii podczas wojny krymskiej został zajęty przez wojska austriackie i zdewastowany przebudową na koszary. Restauracji monastyru dokonano w drugiej połowie XX w.
Cerkiew Zesłania Ducha Świętego, stanowiąca centrum monastyru, konsekrowana w 1609. jest budowlą wyjątkową wobec wcześniejszego budownictwa mołdawskiego. Tylko w pewnym stopniu nawiązuje do dotychczasowej tradycji architektonicznej Mołdawii, w dużej mierze stanowi jednak efekt jej przekształcenia pod wpływem architektury Wschodu: Zakaukazia i Azji Mniejszej. Zbudowana na planie wzdłużonego prostokąta, podobnie jak typowe cerkwie mołdawskie, posiada jednak o wiele smuklejsze proporcje. Także typowa dla tutejszej architektury wieża-latarnia wznosząca się ponad nawą jest smuklejsza i posiada niespotykaną dotąd bogatą, wschodnią ornamentykę. Cała elewacja świątyni podzielona jest w poziomie kamiennym splecionym sznurem, który tutaj po raz pierwszy pojawia się w architekturze ziem rumuńskich, a później będzie często stosowany. 
Podobne łączenie wpływów widoczne jest we wnętrzu cerkwi. Nawiązuje ono do tradycyjnego planu trójkonchowego, lecz zamiast apsyd bocznych w nawie posiada tylko nisze zagłębione w murze (z zewnątrz mur nie posiada żadnych występów). Wyjątkowy jest też sposób dokonania podziału cerkwi na pomieszczenia – nawę i przednawie łączy zamiast niewielkich drzwi duża arkada. Posadzka cerkwi także nie zachowuje poziomu – ten stopniowo się podnosi w kierunku wschodnim.
Wnętrze cerkwi ozdobione jest malowidłami, typowymi dla malowanych cerkwi bukowińskich. 
W części zabudowań klasztornych, w obecnym kształcie pochodzących z XIX w., funkcjonuje obecnie muzeum z cennym zbiorem manuskryptów.